# S.M.A.P.カード
S.M.A.P.カード（スマップカード）とは、郵政省（現・総務省）の認可法人「通信・放送機構」（現・国立研究開発法人「情報通信研究機構」）の研究開発事業として札幌圏で実験された非接触型ICカードの名称である。Sapporo Multi Access Port の略。ソニーのFeliCaの技術を採用している。

## 概要
1999年11月から札幌市営地下鉄東西線利用者を対象に実験への協力者（約款ではモニタと呼ばれた）を募集し、200人でスタートした。モニタにはあらかじめ1,000円分がチャージされたS.M.A.P.カードが配布された。2001年にはモニタ数を1,000人に、対象路線が札幌市営地下鉄全線に拡大された。モニタ公募は追加や新規実験のために数回行われ、最終的に7,449枚が発行された。内訳は5,000枚が交通機関で併用できるタイプ、残りの2,449枚は電子マネーとクレジットに特化したカードだった。運用は札幌総合情報センター株式会社（略称：SNET）が担当した。なお、S.M.A.P.カード対応自動販売機、小型入金機、SNETの上位管理センターと小型入金機を結ぶ入金機サーバ（通信網はPHSを使用）は富士電機が提供していた。
乗車カードとして札幌市営地下鉄と札幌市電で、また電子マネーとして東西線の6駅や札幌メディアパーク・スピカ、新千歳空港に設置された自動販売機とさっぽろ地下街内の2店舗で利用する事ができた。
2001年には、NTTドコモ、ソニー、NTTデータの3社が通信・放送機構から「モバイルe-コマース」の研究開発を受託し、電子バリュー（電子マネー、電子チケット）をチャージするための携帯情報端末と非接触ICカード（S.M.A.P.カードPLUS）をモニター（約300名）に配布して、同年8月1日から2002年1月31日にかけて「モバイルe-コマース」のフィールド実験を実施した。
また、2002 FIFAワールドカップの開催に合わせて総務省・経済産業省・国土交通省が連携し、マスターカードのMondexを採用して複数通貨の電子マネーに対応した「多機能ICカード」の社会実験（2002年5月20日から同年7月20日まで）や、地下鉄代金を自動的に一番安い料金体系で後払いできる「ポストペイ（事後精算）」（PiTaPaで採用）の実証実験（2003年1月1日から同年3月31日まで）なども行われた。
2002年には、携帯電話にICカードリーダライタを装着し、携帯電話のiモードアプリ経由でチャージする実証実験も少数モニタにより行われた。技適等の関係で、携帯電話にFeliCaチップを搭載する改造が出来なかったため、携帯電話の充電アダプタのような形状のICカードリーダライタに携帯電話とS.M.A.P.カードを装着し、携帯電話とICカードリーダライタ間は赤外線で通信する方法を取っていた。
実証実験が終了した2004年3月以降も、札幌市や札幌総合情報センター株式会社、機器メーカーからなる「S.M.A.P.カード実験協議会」が設立され、本格的な導入へ向けた実験が続けられた。約款では終了日を2008年3月31日としていたが、翌2005年1月になって「実用化検討に必要な基礎技術、運用技術が蓄積でき、一定の成果を得る事ができた。」として突然実験の終了が告げられ、同年3月15日を以て使用を終了した。
実験は「札幌圏における共通ICカードの実現」が目的の一つだったが、終了期には既に他の電子マネーの導入が札幌でも始まっており、独自規格による実用化が困難だったと推測される。また2004年11月に新紙幣が登場した際にも入金機の改造は行われず、その対応も迫られていた。
実験終了後もカードの回収は行われず、バリューは後日郵便為替で返金された。入金機や自動販売機のリーダーは直ちに撤去された。自動改札機についてはリーダー部に穴が開く事を防ぐため外装のみ取り付けられたままとなっていたが、2008年3月頃から、新たなICカード「SAPICA」の導入に伴い、新しいリーダーの取り付けが始まり、S.M.A.P.カード用のリーダーは順次撤去された。
2009年1月30日から札幌市交通局は地下鉄でICカード「SAPICA」のサービスを開始したが、S.M.A.P.カードの実験でモニタから継続実施を要望されていたポストペイ制度などの導入は見送っている。

## カードの種類
S.M.A.P.カードは以下の3種類の実験が行われた。札幌市営地下鉄の14駅に入金機が設置され、入金は現金のみで行った。この価値の事をバリューと呼んでいた。上限額は3万円だった。 

### S.M.A.P.カード
- あらかじめバリューをチャージし、自動改札機や料金箱、レジなどのリーダーにタッチして料金や代金の支払いを行うもの。
- カードには有効期限があり、それを過ぎるとバリューがあっても使用できなくなり、その都度バリューを引き継いだ新しい有効期限のカードが配布された。

### S.M.A.P.定期券
- S.M.A.P.カードの機能にリライト機能を備えて定期券として使用できるもの。配布された際は無記載で、対応する定期券発売所（7ヶ所）で定期料金を支払って定期券情報（チケットと呼んだ）を書き込んで使用した。
- 定期券の区間外での乗降や期限切れの際はバリューから精算された。
- 対象は通勤定期のみで、期間は1ヶ月・3ヶ月の2種類があった。地下鉄単独の定期券と地下鉄・バス（市営・ジェイ・アール北海道バス・じょうてつ・北海道中央バス）又は市電との1+1の乗継定期券が発売され、バスでは料金箱にリーダーがないため運転手に提示するという普通の定期券と同じ確認方法だった（そのため、定期券以外でバスとの乗継はできなかった）。

### S.M.A.P.トップ・アップカード
- モニタがJCB北海道（現・JCB）とクレジット契約し、S.M.A.P.カードの精算時にバリューが不足した際に自動でチャージする機能（オートチャージ）を備えたもの。後日、同社から請求明細書が送られ、契約時の銀行口座などから決済された。
- 入金機の設置場所が限られていたため、その不便さからモニタへのアンケートや掲示板でポストペイ機能を望む声が多かった。

## 利用方法

### 地下鉄
- 当初は東西線のみの対応だったが、後に全線へと拡大された。東西線と他路線では自動改札機リーダーの仕様が異なる。
- 入場時にバリューが最低料金に満たない際は入場できず、出場時に料金が差し引かれた。また、自動精算機にはチャージ機能を備えていなかったため、バリューが不足していても出場する事ができたので、不足額は次回のチャージ時に精算された。
- 対応する自動改札機が限られており、共通ウィズユーカードなどの対応自動改札機より少なかった。当時、さっぽろ雪まつり真駒内会場の最寄り駅だった自衛隊前駅の臨時改札口に対応自動改札機が設置されなかったため、モニタが出場できないなどの混乱も起きた。

### 市電
- 料金箱にリーダーが備えられ、タッチすると料金が差し引かれた（地下鉄との乗継割引は適用されたが、早朝割引は現金での支払いが基本のため適用されなかった。）。
- 料金箱にチャージ機能を備えていなかったため、バリューが料金に満たない際は使用できなかった（この場合、現金や共通ウィズユーカードなどで支払った。）が、地下鉄からの乗継の際はバリューが不足していても降車することはでき、不足額は次回のチャージ時に精算された。
- 地下鉄と市電との乗継定期券では、リーダーにタッチせずに運転手に提示して降車するという、チケットをリーダーで読み取るものではなかった。このため、市電単独の定期券の実験は実施されなかった。

### 自動販売機
- 既存の飲料水の自動販売機にリーダーを設置したものが使われた。購入する商品のボタンを押してからリーダーにタッチしてバリューで購入する。バリューが代金に満たない際は使えず、現金での購入となった。

### さっぽろ地下街
- 軽食・喫茶店のレジに設置された。レジに表示された代金をリーダーにタッチしてバリューで支払う。バリューが代金に満たない際は使えず、現金での支払いとなった。

## S.M.A.P.マイレージ
- チャージされた金額はそのままバリュー金額となったが、プレミアムを付加しなかったため、モニタへのサービスとして、チャージされた金額1円につき1点が貯まり、1万点で発売額1,000円、10万点で発売額10,000円の共通ウィズユーカードと交換できる「S.M.A.P.マイレージ」が実施された。
- チケットとしての定期料金は対象とはならなかった。
- 獲得ポイントや利用状況はWebサイトから確認する事ができ、交換は所定の定期券発売所で行われた。